# Mutterpass

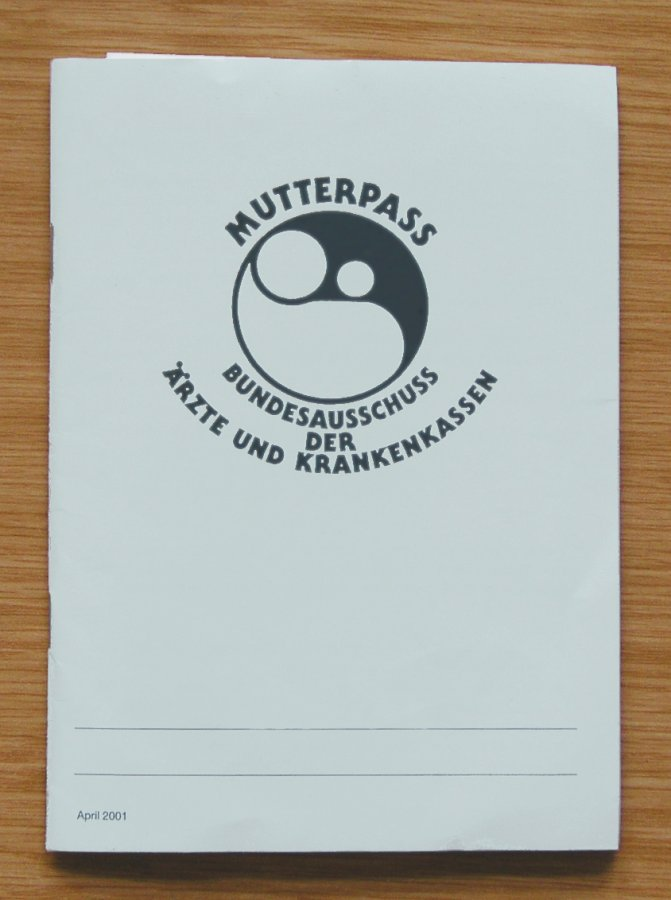
Bild eines unbeschrifteten deutschen Mutterpasses

Einen Mutterpass erhält eine werdende Mutter ab Feststellung der Schwangerschaft. In diesen werden Gesundheitsdaten und medizinische Untersuchungen während der Schwangerschaft, zum Teil auch in den ersten Lebensjahren des Kindes, eingetragen. In Notfällen kann anhand dieses Passes schneller und passender reagiert werden, außerdem kann die Dokumentation des Schwangerschaftsverlaufs bei späteren Schwangerschaften hilfreich sein.

## Deutschland
In Deutschland erhält eine werdende Mutter den Mutterpass  ab offizieller Feststellung einer Schwangerschaft vom zuständigen Frauenarzt oder der betreuenden Hebamme. In diesen werden bis zur Geburt des Kindes alle relevanten Daten zur Gesundheit der Mutter wie z. B. Blutgruppe, Eisengehalt im Blut, Untersuchungsergebnisse für Erb- und Infektionskrankheiten (u. a. Syphilis, Hepatitis B, Röteln; s. a. STORCH), zum Zustand des Kindes wie z. B. Lage, Gewicht, Größe usw. und der voraussichtliche Geburtstermin eingetragen. Auch nach der Geburt werden im Mutterpass noch einige wichtige Fakten zum Kind, zum Wochenbett und der Nachuntersuchung der Mutter, 6–8 Wochen nach der Geburt, notiert. In Notfällen kann anhand dieses Passes schneller und passender reagiert werden. Es wird daher vom Berufsverband der Frauenärzte empfohlen, dass Schwangere den Mutterpass während der Schwangerschaft stets bei sich tragen. Der Pass liefert zudem auch wichtige Informationen für eine erneute Schwangerschaft.
Bei Verlust muss ein neuer Pass beim Frauenarzt oder der Hebamme beantragt werden, in den alle bisherigen Daten, die von den Hebammen oder Frauenärzten bis dahin festgestellt und bei sich gespeichert wurden, erneut eingetragen werden.
Eingeführt wurde der Pass in Deutschland im Jahr 1961, um die Ergebnisse der freiwilligen und gesetzlich geregelten Vorsorgeuntersuchungen während der Schwangerschaft festhalten und jederzeit bereithalten zu können. Bereits Jahre vor der Einführung war in Briefwechseln zwischen Heinrich Martius und Hans Hinselmann die Idee eines solchen Passes diskutiert worden.
In der DDR wurde Schwangeren ein Schwangerschaftsausweis ausgestellt. Neben der medizinischen Dokumentation hatte der Ausweis noch eine weitere Funktion: Der Ausweis räumte der Schwangeren eine bevorzugte Abfertigung auf Behörden und in Läden sowie einen Sitzplatz in öffentlichen Verkehrsmitteln ein.

## International
In Österreich gibt es den vergleichbaren Mutter-Kind-Pass, in den auch die Kindervorsorgeuntersuchungen bis zum fünften Lebensjahr eingetragen werden.
In der Schweiz gibt es (Stand: 2013) keinen offiziellen Mutterpass, jedoch stellen viele Ärzte eine Art informellen Mutterpass aus.
In Frankreich existiert das carnet de santé maternité, welches Erläuterungen und Ratschläge für die Schwangere enthält und zusätzlich Platz für Eintragungen durch medizinisches Fachpersonal enthält.
In Italien gibt es in der Toskana den libretto di maternità, ein Dokument, in dem medizinisches Personal die Ergebnisse von Untersuchungen in der Schwangerschaft eintragen kann und das zugleich als Gutscheinheft für kostenlose Untersuchungen fungiert.
In Japan erhalten Schwangere bereits seit 1947 ein „Mutter-Kind-Gesundheitshandbuch“ (jap. 母子健康手帳, boshi kenkō techō), das geht aber auf das „Schwangerenhandbuch“ (妊産婦手帳, ninsanpu techō) von 1942 zurück.
Auch in Afrika, etwa in Ghana, wird ein Mutterpass verwendet.